# Betocalea pacifica
Betocalea pacifica är en skalbaggsart som beskrevs av Klimaszewski in Klimaszewski och Pierre Joseph Pelletier 2004. Betocalea pacifica ingår i släktet Betocalea och familjen kortvingar. Inga underarter finns listade i Catalogue of Life.